# تود پری (تنیس‌باز)
 تود پری (انگلیسی: Todd Perry؛ زاده ۱۷ مارس ۱۹۷۶) یک تنیس‌باز اهل استرالیا است.